# Murina aurata
Murina aurata — вид ссавців родини лиликових (Vespertilionidae).

## Проживання, поведінка
Країна поширення: Китай, Індія, Лаос, М'янма, Непал, Таїланд, В'єтнам. Був записаний від 2000 до близько 4154 м над рівнем моря. Мало що відомо про середовище проживання і екологію цього виду. Вважається, лаштує сідала на дереві або листі. Полює близько до землі.

## Загрози та охорона
Загрози для цього виду залишаються погано відомими.